# 摳鼻子

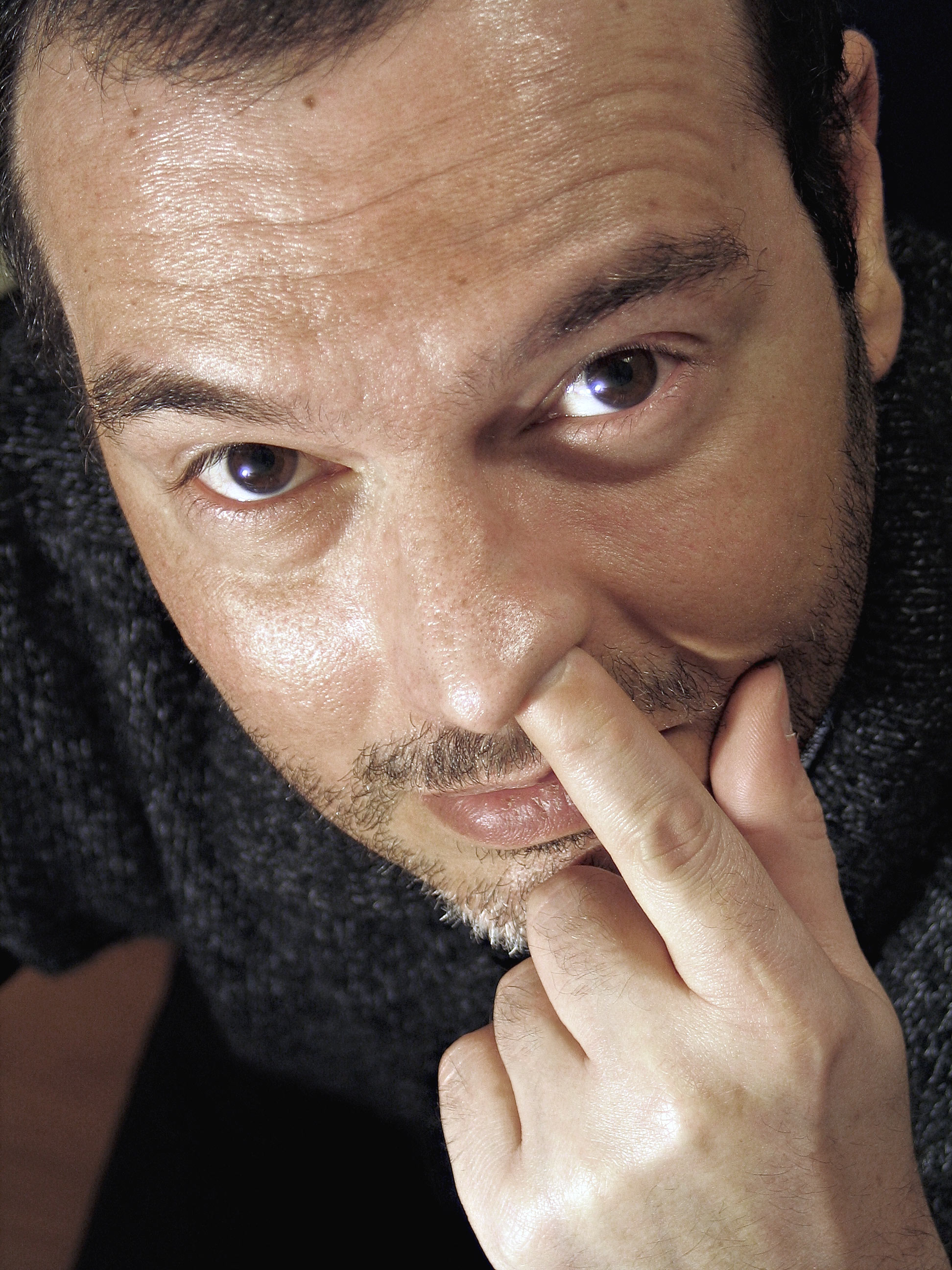
一名男子摳他的鼻子

摳鼻子是習慣做在正常情况下，何時人的鼻子会分泌鼻涕以防止外界灰尘等异物入侵肺部。初始分泌的鼻涕呈无色无味状，但当鼻涕捕捉灰尘以后，鼻涕开始变得粘稠，颜色开始加深，并在灰尘等异物的周围形成鼻垢（多度硬化后可成为鼻石）。正常情况下用手指或医用棉签即可剔除，称之为抠鼻子或抠鼻孔。但在公共场合被人们认为是不雅的举动，且需清洗手指和指甲。在卫生方面，还会因手指的不洁带来鼻炎、感冒等症状，较严重者还会破坏鼻腔毛细血管造成流鼻血，更会因此引发其他疾病。正确的做法是使用手绢或者纸巾擤鼻涕，利用大量分泌的鼻涕将鼻垢冲走，达到清洁的目的。